# Халед Госсейні
Халед Госсейні, іноді Халід Госсейні (перс. خالد حسینی, англ. Khaled Hosseini; нар. 4 березня 1965) — американський письменник та лікар афганського походження. З 15 років мешкає в Каліфорнії, має громадянство США. Автор трьох романів, найвідоміший з яких — «Ловець повітряних зміїв», став бестселером і був екранізований 2007 року.

## Біографія
Народився 1965 року в столиці Афганістану — Кабулі, у сім'ї дипломата при Міністерстві Закордонних Справ Афганістану. Матір викладала фарсі та історію у вищій школі. 1970 року сім'я переїхала до Тегерану, де батько служив при Посольстві Афганістану. У 1973 вони повертаються до Кабулу, і в липні того ж року народжується молодший брат Госсейні. У 1976 батько отримав роботу в Парижі та забрав із собою родину.
Після приходу в Афганістані до влади марксистської Народно-Демократичної Партії Афганістану 27 квітня 1978, сім'я не наважується повернутися до країни і подає клопотання[яке?], а у вересні 1980 року отримує політичний притулок в США. Родина оселилися в Сан-Хосе (Каліфорнія).
1984 року Госсейні закінчив середню школу та вступив до Університету Санта-Клари, де 1988 року здобув ступінь бакалавра біології. Наступного року вступив до Медичної школи при філії Каліфорнійського університету в Сан-Дієго, закінчив 1993 року з дипломом доктора медицини. Проходив інтернатуру в медичному центрі Седарс-Синай в Лос-Анджелосі 1996 року, де і працював до 2005.
З 2006 року Халед Госсейні є послом доброї волі при управлінні Верховного Комісара ООН у справах біженців. Має дружину Рою (англ. Roya) та двох дітей. Мешкає у Північній Каліфорнії.

## Твори
У березні 2001 року Халед Госсейні закінчив свій дебютний роман «Ловець повітряних зміїв» (англ. The Kite Runner). Книжка побачила світ двома роками пізніше. Роман швидко став бестселером і був опублікований більше ніж у 70 країнах, загальний наклад склав 12 млн примірників. Окрім цього, роман понад 100 тижнів протримався в лідерах списку бестселерів New York Times. Того ж 2007 року перший роман екранізували під однойменною назвою.
Другий роман «Тисяча осяйних сонць», надрукований у травні 2007 року, розійшовся накладом в 700 тис. примірників у 40 країнах. Книжка півтора тижня протрималася на першому місці серед бестселерів New York Times і майже цілий рік не залишала списку бестселерів.
Загалом було продано більше 10 млн копій двох романів у США і більш ніж 38 млн копій в усьому світі.
2013 року вийшов третій роман Госсейні — «І відлуння летить по горах».

## Українські переклади
- Халед Госсейні. Ловець повітряних зміїв / пер. з англ. Катерини Міхаліциної. — Львів : Видавництво Старого Лева, 2017. — 432 с. — ISBN 978-617-679-239-0[2].